# Tore Sjöstrand
Tore Ingemar Sjöstrand (ur. 31 lipca 1921 w Danmark, zm. 26 stycznia 2011 w Växjö)  – szwedzki lekkoatleta, długodystansowiec, złoty medalista olimpijski z Londynu w 1948.

## Kariera
Specjalizował się w biegu na 3000 metrów z przeszkodami. Na mistrzostwach Europy w 1946 w Oslo zdobył brązowy medal na tym dystansie, za Raphaëlem Pujazonem z Francji i swym rodakiem Erikiem Elmsäterem.
Na igrzyskach olimpijskich w 1948 w Londynie wszystkie trzy medale w biegu na 3000 metrów z przeszkodami zdobyli Szwedzi: Sjöstrand został mistrzem olimpijskim, Erik Elmsäter wicemistrzem, a Göte Hagström brązowym medalistą. Sjöstrand startował jeszcze w tej konkurencji na mistrzostwach Europy w 1950 w Brukseli, ale zajął dopiero 8. miejsce. Wkrótce potem zakończył karierę.

## Rekordy życiowe
- Bieg na 3000 metrów z przeszkodami – 8.59,8 (1948)